# Gran exèrcit pagà

Mapa de les diverses rutes que va seguir el Gran exèrcit pagà per terres de la Gran Bretanya entre el 865 i el 878

El Gran exèrcit pagà, també anomenat Gran exèrcit danès, fou un exèrcit viking que va salpar de Dinamarca per conquerir Anglaterra durant el segle IX. Fou finalment derrotat pel rei anglosaxó Alfred el Gran, però la fi de les hostilitats es va marcar amb un tractat que deixava bona part del nord i de l'est d'Anglaterra sota control danès.

## Rerefons

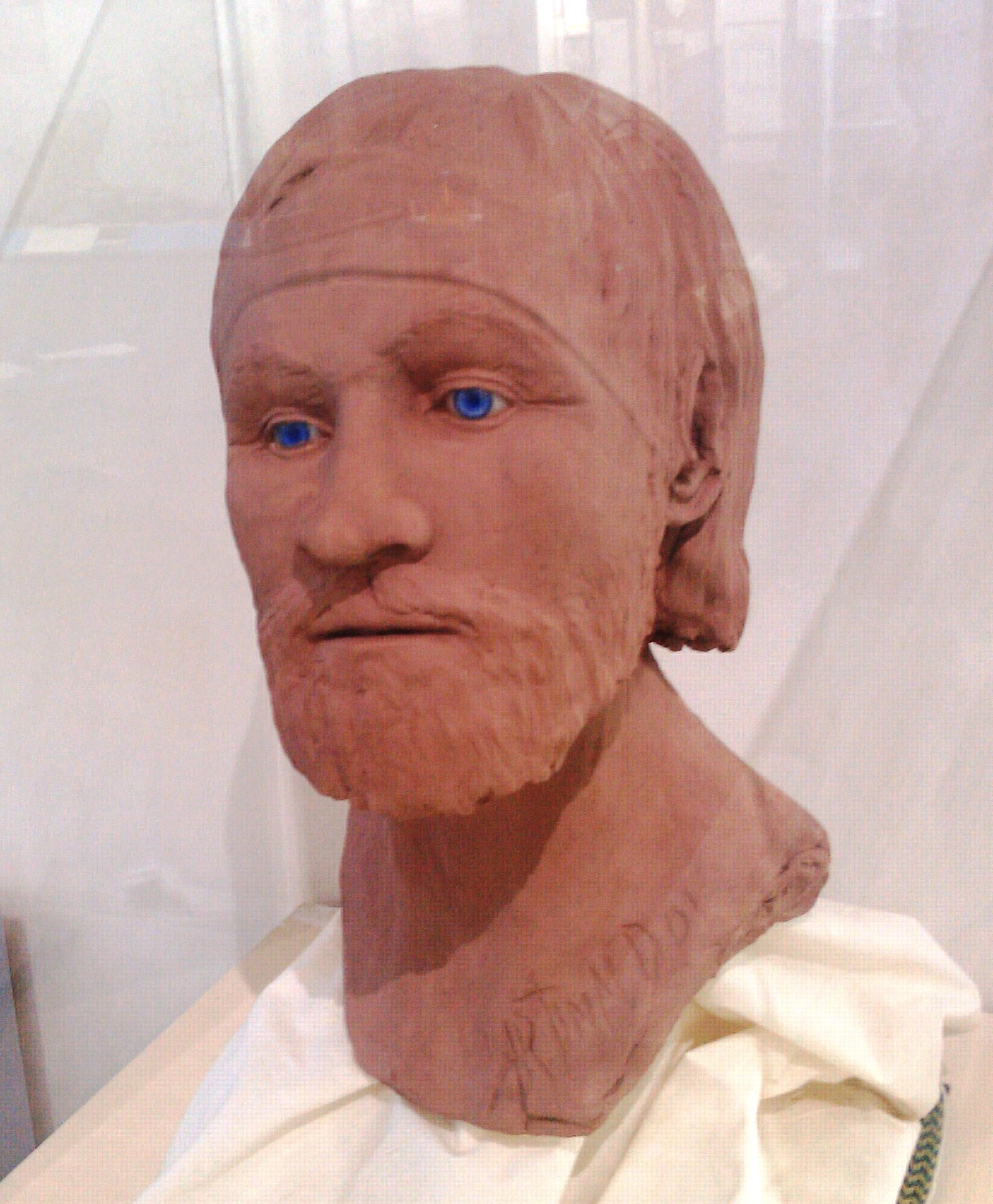
Reconstrucció d'un Viking al museu de Derby

Els vikings van començar a assolar les costes angleses a final del segle viii, atacant principalment monestirs poc protegits però amb considerables objectes valuosos. El primer monestir que fou atacat pels vikings fou el de Lindisfarne, el 793, a la costa nord-est. La Crònica anglosaxona descriu els vikings com homes pagans. La mateixa crònica recull que el 840 el rei Ethelwulf de Wessex fou derrotat a Carhampton, Somerset per les tripulacions de 35 naus vikingues. Malgrat aquesta derrota, l'esmenat Ethelwulf i altres nobles o ealdorman anglesos van enfrontar-se, a vegades amb èxit, contra els invasors, però sense poder aturar les ràtzies que van continuar fins al 860, quan els vikings van canviar de tàctica i van organitzar un exèrcit de conquesta amb el propòsit d'envair Anglaterra.
Probablement, l'origen de l'exèrcit tingué lloc a França, on els vikings havien estat contractats pels fills de Lluís el Pietós en la seva lluita pel tron. Allí els vikings van descobrir que els monestirs i les poblacions als marges dels rius navegables eren fàcils d'atacar. El 845 els vikings van estar a punt d'atacar París, que només se'n va lliurar gràcies al pagament d'una alta quantitat de plata. No va ser fins que el rei francès va ordenar la fortificació de totes les poblacions als marges dels rius i el trasllat de les comunitats religioses terra endins que els vikings van decidir abandonar França i moure's cap Anglaterra.

## Invasió d'Anglaterra

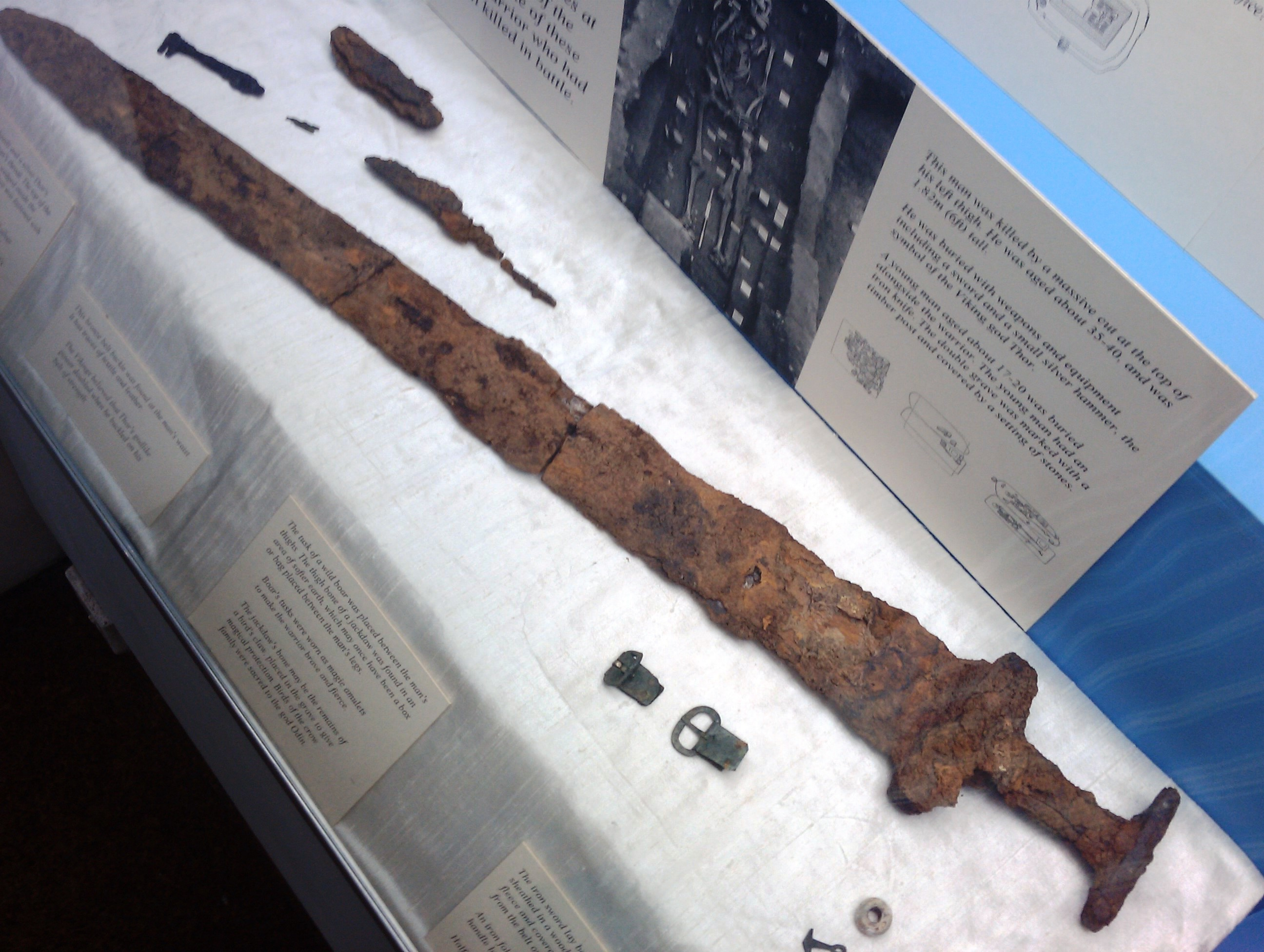
Espasa d'un viking enterrat a Repton, Mèrcia.

Les ràtzies dels víkings van continuar fins al 860, quan van canviar de tàctica i van organitzar un exèrcit de conquesta amb el propòsit d'envair Anglaterra. El 865, el Gran exèrcit pagà dels vikings danesos liderats pels germans Ivar el Desossat, Halfdan Ragnarsson i Halfdan Ragnarsson, i també per un altre capitost viking Guthrum el Vell, desembarcava a Anglaterra i conqueria fàcilment els regnes de Northúmbria i Ànglia de l'Est, i prengueren Jòrvik (York) l'any 866, establint una comunitat víking a Jorvik, on alguns es van establir com a grangers i artesans. Diverses sagues nòrdiques consideren la invasió d'Anglaterra una venjança dels germans per la mort del seu pare a mans d'Aella de Northúmbria el 865. Això explicaria que el primer objectiu fos el regne de Northúmbria, que van conquerir el 866, donant mort als dos reis que es disputaven el tron, Osberht i Aella. L'any 867, Northumbria es va convertir en Danelaw, després de la seva conquesta pels germans Ragnarsson, que van instal·lar un anglès, Ecgberht I de Northúmbria, com a rei titella.

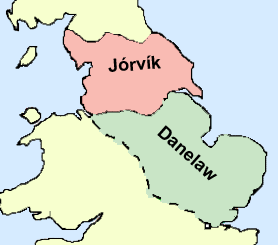
El regne de Jorvik, immediat al Danelaw

Els nobles anglosaxons van acordar una treva per unir les seves forces i expulsar els invasors danesos, però el seu intent per recuperar Jorvik el 867 no va reixir i com a resultat es va produir la posterior conquesta de Deira per part dels vikings. L'any 870, el Gran Exèrcit d'Estiu del líder víking Bagsecq i els seus cinc comtes va arribar a Anglaterra. Les forces víkings combinades de Bagsecg i Halfdan van assaltar gran part d'Anglaterra fins al 871, quan van planejar una invasió de Wessex. Les seves naus van navegar pel Tàmesi i van capturar la ciutat de Reading, que van fortificar. D'allí estant, van organitzar ràtzies per tota la regió, però una de les partida fou derrotada en la batalla d'Englefield per Aethelwulf de Berkshire. Aquest va rebre reforços del rei Ethelred de Wessex i el príncep Alfred, obligant els vikings a retirar-se de nou a Reading. Els anglosaxons, animats per la petita victòria d'Aethelwulf, van planejar assaltar el fort viking, però les tropes reials no van poder prendre la ciutat i foren rebutjades i fins i tot perseguides pels vikings, liderats per Bagsegc i Halfdan Ragnarsson, que van veure l'oportunitat d'anorrear els homes d'Ethelred. En veure avançar els vikings, el príncep Alfred va córrer a ajudar el seu germà. Un cop reunides les tropes dels dos germans, sortiren a l'encontre dels vikings. El 8 de gener de 871, Bagsecq va morir en la batalla d'Ashdown juntament amb els seus comtes i molts dels víkings van tornar al nord d'Anglaterra, on Jorvik s'havia convertit en el centre del regne víking. Poc més tard els vikings derrotaven a Ethelred i Alfred a la batalla de Basing i a la batalla de Merton, i Ethelred morí en abril, succeit per Alfred.
La següent conquesta fou el regne de Mèrcia el 874, on molts vikings es van establir amb les seves famílies. Halfdan es va traslladar llavors al nord, per lluitar contra els Pictes, mentre un altre líder danès, Guthrum el Vell s'erigia com líder en el sud. El 876 guanyaven la batalla de Wareham, però Ubbe va caure mort en la batalla de Cynwit i els saxons, ara liderats per Alfred el Gran els derrotaren severament a la cruenta batalla d'Edington el 878. Poc després, Guthrum i Alfred signaven el Tractat de Wedmore que dividia Anglaterra entre anglosaxons i danesos. Guthrum fou batejat i va passar a ser el rei cristià d'Ànglia de l'est.
Seguint les condicions del tractat, el Gran exèrcit es va retirar primer a Cirencester, Mèrcia. i més tard a Ànglia de l'est. Guthrum, ara conegut amb el nom cristià d'Aethelstan, va regnar fins a la seva mort el 890.
La part de l'exèrcit que no va voler seguir a Guthrum va establir-se a Northumberland i York, i també a Mèrcia, on s'han trobat dos grans cementiris danesos.